# Liste der Bodendenkmäler in Ludwigschorgast
Auf dieser Seite sind die Bodendenkmäler in dem oberfränkischen Markt Ludwigschorgast zusammengestellt. Diese Tabelle ist eine Teilliste der Liste der Bodendenkmäler in Bayern. Grundlage ist die Bayerische Denkmalliste, die auf Basis des Bayerischen Denkmalschutzgesetzes vom 1. Oktober 1973 erstmals erstellt wurde und seither durch das Bayerische Landesamt für Denkmalpflege geführt wird. Die folgenden Angaben ersetzen nicht die rechtsverbindliche Auskunft der Denkmalschutzbehörde.

## Bodendenkmäler in Ludwigschorgast

### Bodendenkmäler in der Gemarkung Ludwigschorgast
| Lage                       | Objekt | Akten-Nr.     | Bild |
| -------------------------- | --- | ------------- | ---- |
| Ludwigschorgast (Standort) | Untertägige Teile der spätmittelalterlichen bis frühneuzeitlichen Pfarrkirche St. Bartholomäus in Ludwigschorgast, Fundamente mittelalterlicher Vorgängerbauten sowie Körpergräber des Mittelalters und der Neuzeit. Siehe auch: St. Bartholomäus (Ludwigschorgast) | D-4-5835-0077 |      |